# Piec indukcyjny

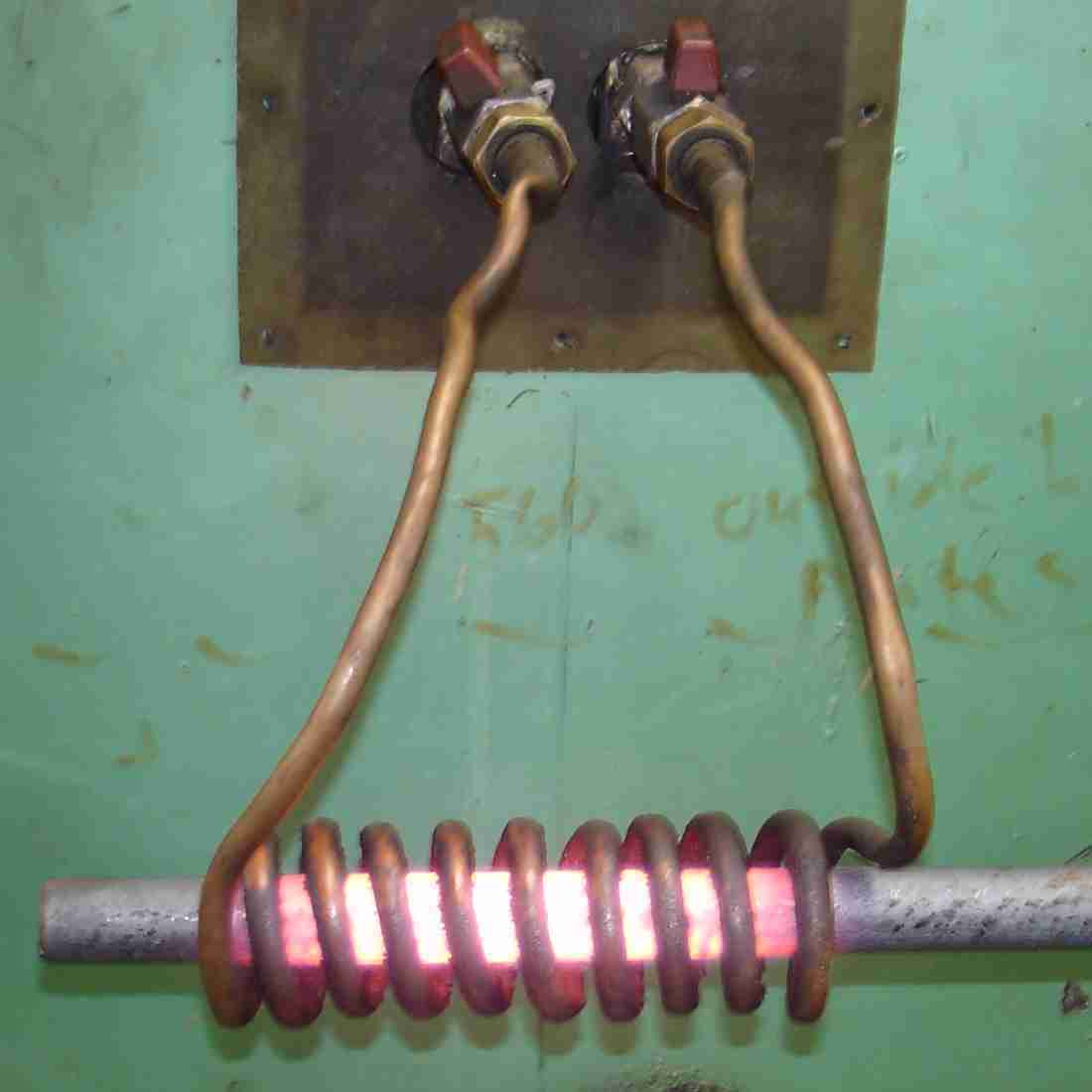
Nagrzewanie rdzenia w wyniku indukcji elektromagnetycznej

Piec indukcyjny – piec elektryczny, w którym wsad (lub tygiel – w przypadku tygli przewodzących prąd elektryczny) nagrzewa się skutkiem przepływu przez niego prądów wirowych wzbudzonych zgodnie ze zjawiskiem indukcji elektromagnetycznej.
Rozróżnia się:
- Piece indukcyjne rdzeniowe, z rdzeniem magnetycznym, zasilane prądem przemiennym o stosunkowo małej częstotliwości
- Piece indukcyjne bezrdzeniowe, zasilane prądem przemiennym wielkiej częstotliwości.

## Zasada działania
Prąd przemienny przepływający przez uzwojenie pierwotne, tzw. wzbudnik, stanowiący zazwyczaj cewkę cylindryczną, wytwarza w otaczającej go przestrzeni (więc także we wsadzie) zmienne w czasie pole magnetyczne. Z kolei zmienne pole magnetyczne indukuje w obwodzie wtórnym, który stanowi przewodzący materiał wsadowy, siłę elektromotoryczną, także o wartości zmiennej w czasie. Z uwagi na zamknięty obwód wtórny, wyindukowana siła elektromotoryczna wymusza przepływ prądu elektrycznego o wartości zmiennej w czasie. Przepływający prąd indukcyjny zamienia się w ciepło na rezystancji wsadu, zgodnie z prawem Joule’a.
Zalety:
- elektrodynamiczne mieszanie metali,
- mały zgar składników stopowych,
- możliwość osiągania bardzo wysokich temperatur,
- możliwość prowadzenia procesu topienia wsadu bez kontaktu ze ścianami tygla (wsad zawieszony w polu magnetycznym) - tylko w piecach o specjalnej konstrukcji,
- możliwość prowadzenia wytopów w atmosferze ochronnej.

Wady:
- niższa od kąpieli metalowej temperatura żużla,
- niska trwałość tygli wskutek intensywnego tarcia kąpieli metalowej o ściany tygla.